# Персидско-византийская война (602—628)
Персидско-византи́йская война́ 602—628 годо́в — последняя война между Византийской империей и империей Сасанидов, длившаяся 26 лет. Предыдущая война закончилась в 591 году, после того, как император Маврикий помог сасанидскому шахиншаху Хосрову II вернуть престол, захваченный узурпатором Бахрамом Чубином. В 602 году Маврикий был убит во время восстания военачальника Фоки, ставшего императором. Хосров объявил Фоке войну под предлогом мести за смерть Маврикия.
Первый этап войны, длившийся с 602 по 622 годы, оказался успешным для персов, завоевавших большую часть Леванта, Египта и Анатолии. Лишь император Ираклий I, вступивший на престол в 610 году, несмотря на первоначальные поражения, сумел повернуть ход военных действий в свою пользу. Персидская кампания Ираклия, проходившая в 622—626 годах, изменила баланс сил и заставила персов перейти к обороне. Объединившись с аварами, персы предприняли последнюю попытку взять Константинополь в 626 году, но потерпели поражение. После этого Ираклий вторгся в Персидскую державу в 627 году, вынудив противника просить мира, который был заключён в начале следующего года.
К концу затянувшегося конфликта обе стороны были сильно истощены и исчерпали свои человеческие и материальные ресурсы, что позволило арабам быстро завоевать всю империю Сасанидов, а также отнять у Византии огромные территории — Левант, Египет и Северную Африку.
Российский этнолог Л. Н. Гумилёв назвал эту войну «Мировой войной VII века».
Позже за ней последуют византийские «темные века».

## Предыстория

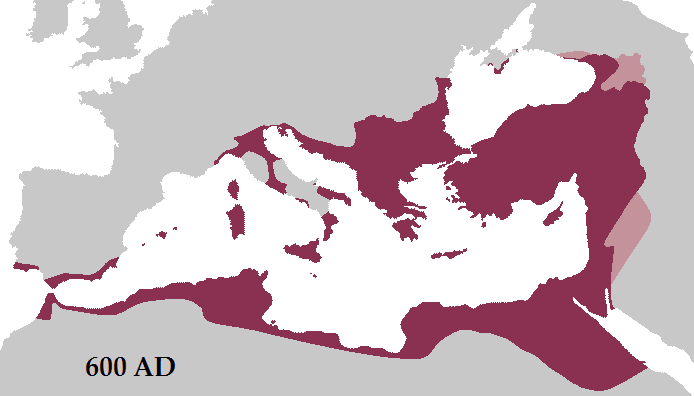
Византийская империя к началу VII века

После нескольких десятилетий безрезультатных боёв император Маврикий закончил византийско-персидскую войну 572—591 годов, оказав помощь изгнанному сасанидскому принцу Хосрову (будущему царю Хосрову II) в возвращении престола, который узурпировал полководец Бахрам Чубин. В благодарность за это империя Сасанидов уступила византийцам северо-восточную часть Месопотамии и большую часть Армении, Кавказской Иберии (точные детали договора неизвестны). Ещё более важным для византийской экономики стало то, что отныне империя не должна была платить ежегодную дань персам; после этого Маврикий начал новые кампании на Балканах, чтобы остановить вторжение славян и аваров.
Военные походы предшественника Маврикия Тиберия II Константина и его щедрость сильно истощили казну, доставшуюся ему в наследство от Юстина II. Чтобы пополнить имперскую казну, Маврикий принял строгие финансовые меры и сократил солдатское жалованье, что привело к четырём военным мятежам. Новый бунт, оказавшийся последним для императора, произошёл в 602 году из-за того, что Маврикий приказал армии остаться после похода за Дунай в задунайских землях на зимовку. В результате солдаты провозгласили императором фракийского центуриона Фоку. Маврикий пытался защитить Константинополь, вооружив представителей Синих и Зелёных — двух главных партий ипподрома, но эта мера оказалась неэффективной. Император сбежал, но вскоре был схвачен и убит солдатами Фоки.

## Начало конфликта

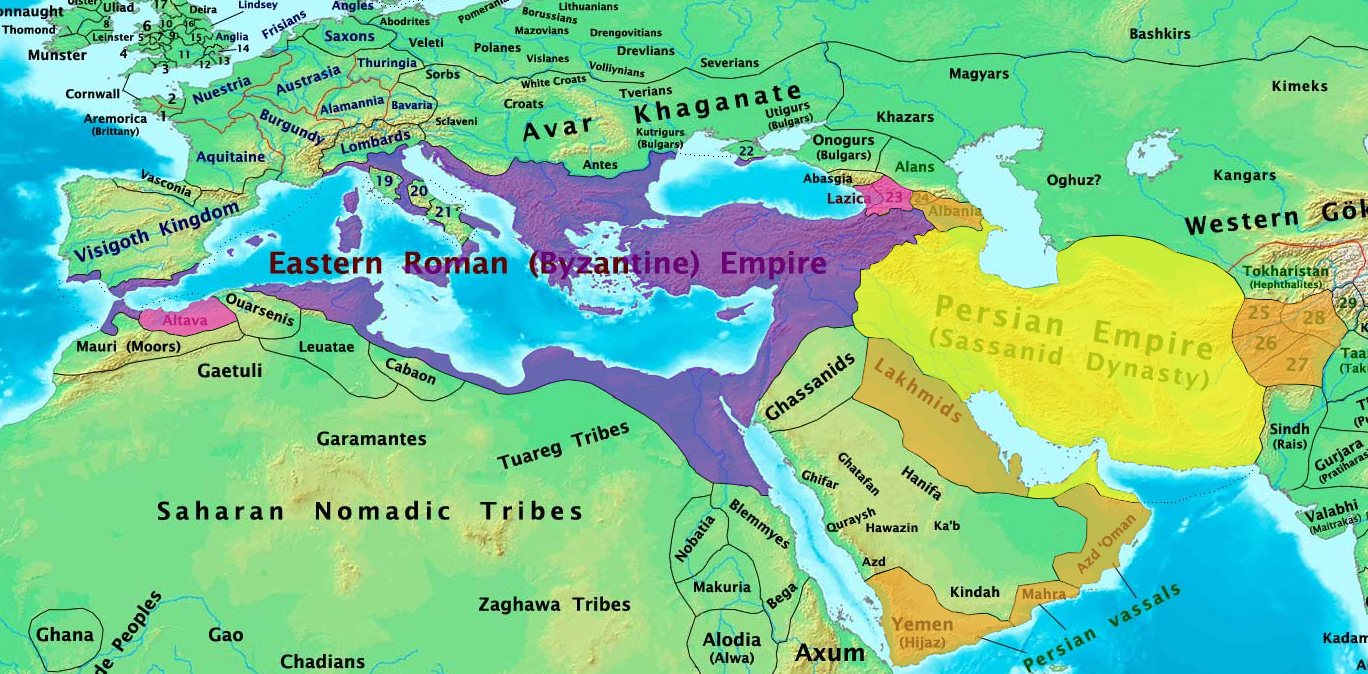
Византийская и Сасанидская империи к началу VII века

После убийства Маврикия Нарсес, византийский наместник в Месопотамии и военный магистр, поднял восстание против Фоки и захватил Эдессу, главный город Византийской Месопотамии. Тогда Фока поручил своему военачальнику Герману начать осаду Эдессы, что побудило Нарсеса обратиться за помощью к царю Хосрову. Персидский правитель, который был готов помочь отомстить за Маврикия, своего «друга и отца», использовал смерть императора как повод для начала войны. Конфликт был ему выгоден, поскольку он надеялся отвоевать у Византии Армению и Месопотамию. К началу зимы 603 года в Армению было направлено войско полководца Джуван-Веха, но весной 604 года оно потерпело поражение в сражении при Егеварде.
Вскоре Герман погиб в сражении против персов. Армия, посланная Фокой против Хосрова, была разбита возле крепости Дары в Верхней Месопотамии. В 605 году этот важный византийский опорный пункт после длительной осады был взят войсками Хосрова, построившими перед городскими стенами высокий вал, позволивший персидским солдатам проникнуть в Дару. После этого Нарсес сбежал от евнуха Леонтия, отправленного Фокой для переговоров с ним. Тогда новый военачальник комит Доменциол осадил его в Иераполе Сирийском и после долгих переговоров уговорил Нарсеса вернуться в Константинополь, чтобы обсудить условия мира, но Фока предательски захватил противника в плен и сжёг заживо в медном быке. Казнь Нарсеса наряду с победой персов отрицательно сказалась на репутации Фоки. После двухлетней осады персы взяли крепость Хесна де Кефа (Хисн-Кайфа) в 607 году. Успехи Хосрова в войне с византийцами объясняются не только военными и экономическими факторами, но и недовольством населения политикой Фоки и мягким отношением персов к побеждённым народам.

## Восстание Ираклия

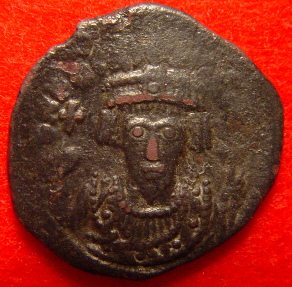
Монета с портретом Фоки

Вскоре после этого (в 608 году) военачальник и экзарх Африки Ираклий Старший по наущению зятя Фоки, комита экскувиторов Приска, поднял восстание. Он провозгласил себя и своего сына, носившего такое же имя, соконсулами, тем самым выказывая притязания на престол, а также чеканил монеты, где они оба были изображены в консульских одеждах.
Примерно в это же время начался мятеж в Сирии и Палестине Приме, ставший продолжением восстания Ираклия. В 609 или 610 году скончался патриарх Антиохийский Анастасий II. Многие источники утверждают, что евреи принимали активное участие в боевых действиях, хотя неясно, где они были представителями определённых фракций, а где были просто противниками христиан. Фока ответил тем, что назначил Боноса комитом Востока и отправил его на подавление беспорядков. Бонос наказал партию Зелёных в Антиохии за активное участие её представителей в мятеже 609 года.
После этого Ираклий Старший снарядил армию во главе со своим племянником Никитой для нападения на Египет. Бонос попытался остановить Никиту, но потерпел поражение в предместье Александрии. Никите удалось захватить провинцию в 610 году и укрепить власть Ираклия с помощью патриарха Иоанна V Милостивого, избранного при поддержке Никиты.
Главный удар по Константинополю мятежники рассчитывали нанести при помощи военного флота во главе с Ираклием Младшим, который должен был стать новым императором вместо Фоки. Поспешно организованное сопротивление против Ираклия вскоре было подавлено, Фока был выдан ему патрикием Пробом (Фотием) и казнён. Известно, что Ираклий спросил у Фоки перед казнью:
Почему ты так отвратительно правил?
Низложенный император ему ответил так:
Посмотрим, будешь ли ты править лучше.
Упоминания об Ираклии Старшем вскоре после этого события исчезают из источников; предположительно, он скончался, но точная дата его смерти неизвестна.
После венчания на царство патриархом и бракосочетания с Фабией Евдокией, тридцатипятилетний Ираклий I перешёл к решению главных проблем, стоявших перед империей. Брат Фоки, военный магистр Коменциол, командовавший значительными силами в центральной части Анатолии, представлял существенную угрозу власти Ираклия, но он был убит армянским военачальником Юстином. Тем не менее, передача войска другому военачальнику была отложена, что позволило персам продвинуться дальше вглубь Анатолии. Пытаясь увеличить доходы и сократить расходы, Ираклий ограничил количество оплачиваемых государством церковнослужителей в Константинополе и не платил новым чиновникам жалованье из имперской казны. Император использовал различные церемонии, чтобы узаконить своё правление в глазах народа; кроме того, он следил за безукоризненным соблюдением правосудия в целях укрепления своей власти.

## Вторжение персов

Карта римско-персидской границы в 387 году и по состоянию на 591 год

Персы воспользовались гражданской войной между Фокой и Ираклием и завоевали многие приграничные города в Армении и Верхней Месопотамии. В 609 году персидская армия пересекла Евфрат и захватила Мардин и Амиду. В 610 году была взята Эдесса, о которой ходили легенды, будто её оберегал сам Иисус Христос, и поэтому враг не мог захватить этот город. Примерно в то же время (в 609 или 610 году) стратегически важный город Феодосиполь, расположенный в Армении, был сдан Аштату Йезтайару неким человеком, утверждавшим, что он — Феодосий, старший сын и соправитель погибшего императора Маврикия, бежавший в Персию, под защиту Хосрова. В 608 году персы провели успешный рейд по Анатолии и достигли Халкидона, откуда через Босфор был виден Константинополь. Персидское завоевание было постепенным процессом; ко времени вступления на престол Ираклия персы захватили все римские города к востоку от Евфрата и в Армении и готовились к переходу в Каппадокию, где персидский полководец Шахин взял Кесарию. Зять Фоки Приск, который призвал Ираклия и его отца к восстанию, начал осаду этого города, чтобы заманить персов в ловушку; осада продлилась целый год.
Восхождение Ираклия на престол практически не уменьшило угрозу со стороны Персидской державы. Ираклий начал своё правление с попытки заключить перемирие с персами, так как Фока, чьи действия послужили поводом для объявления войны (casus belli), был свергнут. Однако персы отклонили все попытки византийцев начать переговоры, поскольку их армия одерживала многочисленные победы. По мнению историка-византиниста Уолтера Кеджи, истинными целями персов были восстановление границ империи Ахеменидов (или даже их расширение) и уничтожение Византийской империи, но из-за утраты персидских архивов невозможно подтвердить или опровергнуть это предположение.

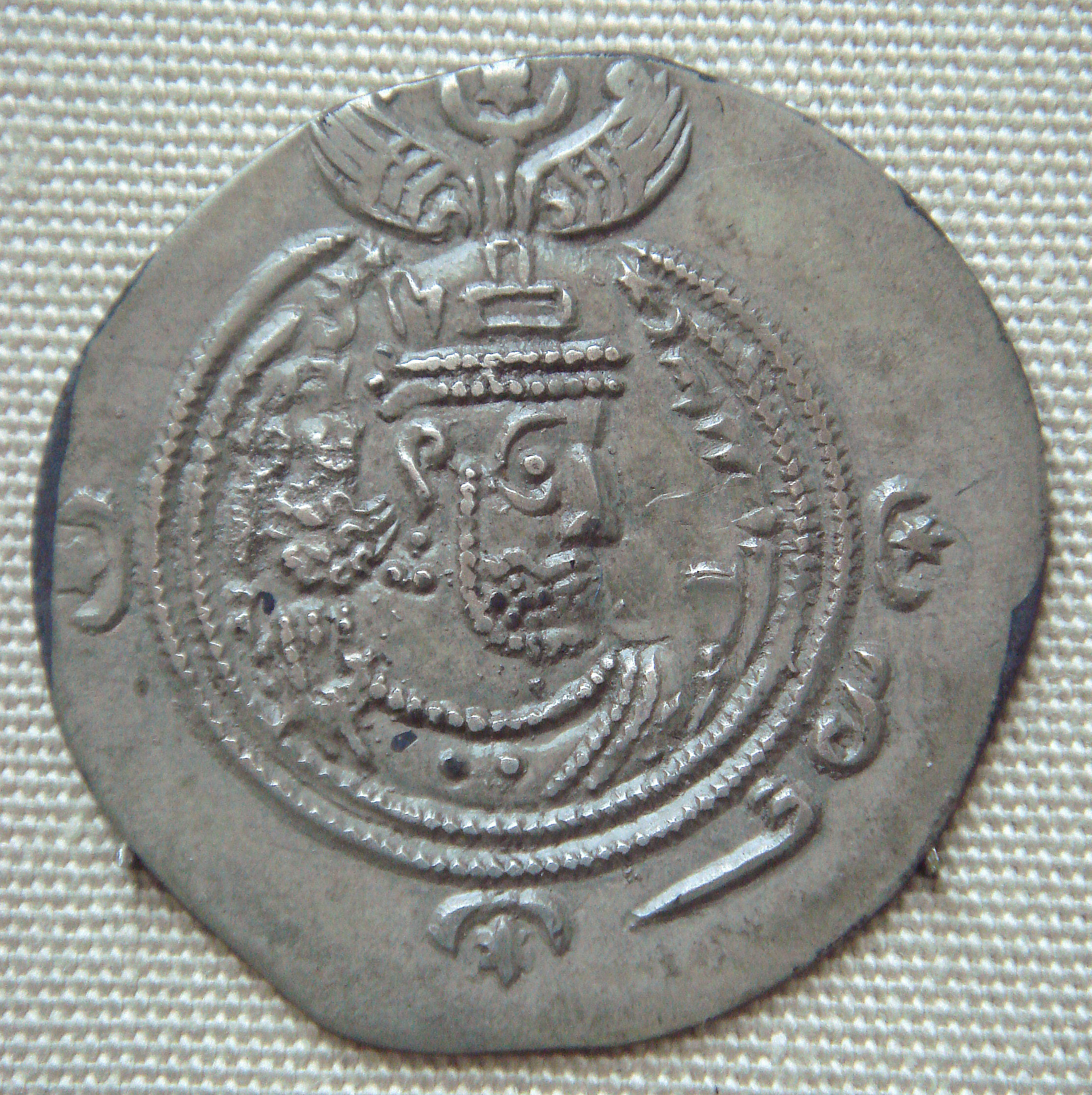
Серебряная монета Хосрова II Парвиза

Согласно сложившейся традиции, византийские императоры никогда лично не возглавляли армию во время похода. Ираклий стал первым правителем, проигнорировавшим традицию, он присоединился к осаде Кесарии Каппадокийской, которую вёл его военачальник Приск. Однако Приск притворился больным, чтобы уклониться от встречи с императором. Это было завуалированным оскорблением в адрес Ираклия. Император скрыл свою неприязнь к Приску и в 612 году вернулся в Константинополь.
Между тем войска Шахина избежали блокады и, к большому недовольству Ираклия, сожгли Кесарию. Поэтому Приск вскоре был отстранён от командования армией, как и все военачальники времён правления Фоки. На должность верховного главнокомандующего восточной армией (военного магистра) Востока был назначен Филиппик, служивший ещё при императоре Маврикии, но он оказался некомпетентным в борьбе против персов, так как старательно избегал любого столкновения с врагом. Тогда Ираклий, разочаровавшийся в своих военачальниках, лично возглавил армию и назначил помощником собственного брата Феодора, чтобы укрепить контроль над армией.
Персидский царь Хосров II Парвиз умело воспользовался некомпетентностью имперских полководцев и отправил в поход на византийскую провинцию Сирия армию, которую возглавили военачальники Фаррухан Шахрвараз и Шахин. Ираклий попытался остановить нападение на сирийскую столицу Антиохию; несмотря на благословение святого Феодора Сикеота, византийское войско под началом Ираклия и Никиты потерпело серьёзное поражение в битве с армией Шахина. Подробности этого сражения неизвестны. После этой победы персы взяли и разграбили город и обратили многих жителей в рабство, угнав их в Персию. Пытаясь защитить область к северу от Антиохии и Киликийские ворота, византийцы вновь проиграли бой, несмотря на некоторый первоначальный успех. Персы захватили Тарс и Киликийскую равнину. В результате этого поражения империя оказалась разделённой пополам — сухопутные проходы из Анатолии в Сирию, Палестину, Египет и Карфагенский экзархат были перекрыты.

## Персидское господство

### Взятие Иерусалима

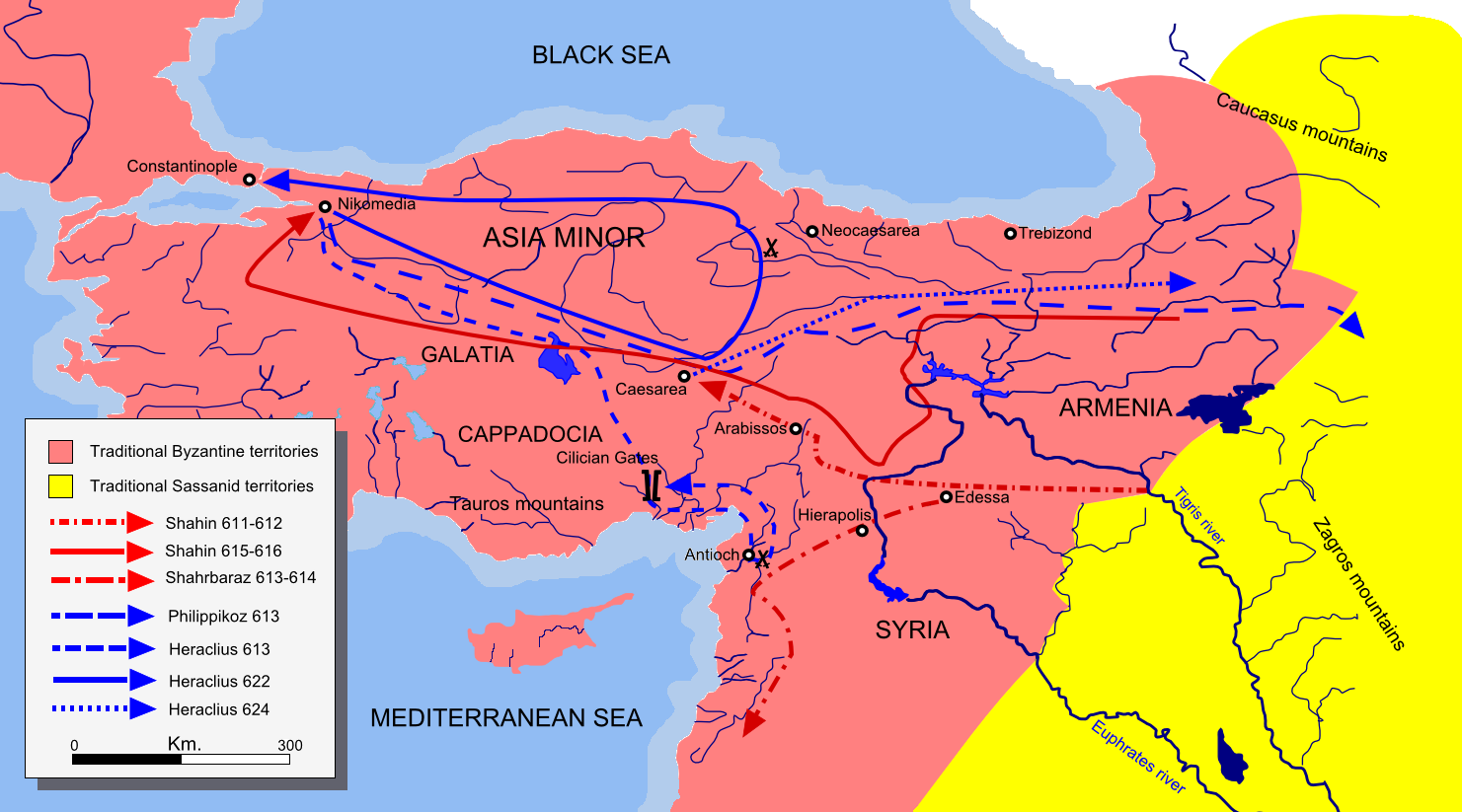
Карта византийских и персидских походов в Сирии, Анатолии, Армении, Месопотамии в период с 611 по 624 год

Сопротивление персам в Сирии и Палестине не было сильным; несмотря на то, что местные жители соорудили укрепления, в целом они были настроены на переговоры с неприятелем. Сирийские города Дамаск, Апамея и Эмеса быстро сдались завоевателям в 613 году, дав персам возможность нанести удар южнее. Никита продолжал сопротивляться их продвижению, но его войско было разбито при Азри’ате. Тем не менее, ему удалось нанести персам небольшое поражение около Эмесы, где обе стороны понесли тяжёлые потери: общее количество погибших составило двадцать тысяч человек. После взятия Кесарии Палестинской персидская армия двинулась к Иерусалиму.
Подойдя к Иерусалиму, персы начали переговоры с правителями города о его сдаче; те согласились, однако население возмутилось и перебило персидских послов. Византийская армия, стоявшая у Иерихона, отказалась ударить по персам, испугавшись их многочисленности. Византийские гарнизоны в Сирии были слишком малочисленны, что позволило персам захватить Иерусалим за три недели, несмотря на решительное сопротивление горожан. После взятия Иерусалима персидские солдаты устроили в городе резню, перебив от 55 до 66,5 тысяч человек; ещё 35 тысяч были обращены в рабство, в том числе патриарх Иерусалимский Захария. Многие городские церкви (включая храм Гроба Господня) были сожжены, а многочисленные реликвии (например, Животворящий Крест, Копьё Лонгина, Святая губка) — вывезены в персидскую столицу Ктесифон. Потеря этих реликвий повергла в уныние христиан, которые сочли их утрату ясным знаком божьего гнева, обрушившегося на византийцев. Многие сочли виновниками всех несчастий, в том числе потери византийских земель, евреев. Появились сообщения о том, что евреи якобы помогли персам захватить некоторые сирийские города и пытались перерезать христиан в поселениях, уже завоёванных персами, но их планы будто бы оказались раскрыты и сорваны. Скорее всего, эти слухи были сильно преувеличены в связи со всеобщей истерией.

### Завоевание Египта
В 616 году армия под командованием Фаррухана Шахрвараза вторглась в Египет, провинцию, на территории которой военные действия не велись в течение трёх с половиной столетий. Многочисленные монофизиты, жившие в Египте и репрессированные после Халкидонского собора 451 года, не имели никакого желания оказывать помощь имперским войскам, поэтому они охотно поддержали Хосрова. При этом, однако, они не стали оказывать сопротивления византийцам после разгрома персов, так как многим из них не понравилась персидская оккупация.
Полководец Никита организовал сопротивление персидским захватчикам в Александрии. После осады, длившейся целый год, Александрия пала (предположительно, из-за предательства одного горожанина, рассказавшего персам об осушенном канале, при помощи которого им удалось проникнуть в город). По другой версии, персы вошли в город вместе с возвращавшимися туда рыбаками. Никита бежал на Кипр вместе с патриархом Иоанном V Милостивым, своим главным сторонником в Египте. Судьба Никиты неизвестна, так как упоминания о нём исчезают после взятия Александрии, но Ираклий, по-видимому, лишился доверенного военачальника. Потеря Египта нанесла серьёзный удар по экономике Византии — бо́льшая часть зерна доставлялась в столицу из Египта, таким образом, империя лишилась главной житницы. В связи с этим бесплатная раздача зерна в Константинополе (ранее в Риме также производились раздачи зерна) была отменена в 618 году.
После завоевания Египта Хосров послал Ираклию письмо следующего содержания:
Любимый богами господин и царь всей земли, рождённый великим Ормиздом, Хосров — Ираклию, бессмысленному и негодному рабу нашему. Не желая отправлять службу рабскую, ты называешь себя господином и царём; ты расточаешь сокровища мои, находящиеся у тебя, и подкупаешь рабов моих. Собрав разбойничьи войска, ты не даёшь мне покоя. Разве я не истребил греков? Ты говоришь, что ты уповаешь на своего Бога. Почему Он не спас Кесарии, Иерусалима и великой Александрии от рук моих? Неужели ты и теперь не знаешь, что я подчинил себе море и сушу; разве я теперь [не могу] разрушить Константинополь, но я отпускаю тебе все твои преступления. Возьми жену свою и детей и приди сюда; я дам тебе поля, сады и оливковые деревья, которыми ты можешь жить, и мы с любовью будем смотреть на тебя. Да не обманет вас тщетная ваша надежда — Христос, который не мог спасти себя от евреев, которые убили его на кресте. Как же он избавит тебя из рук моих? Если ты сойдёшь в бездны моря, я протяну руку и схвачу тебя, и тогда увидишь меня, каким бы ты не желал видеть.

### Покорение Анатолии

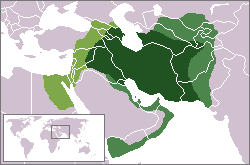
Сасанидская империя к 620 году (выделена цветом)

Ситуация стала ещё более угрожающей для византийцев, когда Халкидон, находившийся в опасной близости от Константинополя, был взят в 617 году Шахином. Шахин вежливо принял византийскую делегацию, целью которой было заключение мира. Однако надеждам византийцев не суждено было сбыться: персидский военачальник заявил, что не имеет полномочий вести мирные переговоры, и отправил делегацию к Хосрову, который отверг предложение Ираклия. Тем не менее, персы вскоре оставили Халкидон и сосредоточились на более важном завоевании Египта.
Сасанидская армия всё ещё сохраняла преимущество. В 620 или 622 году она захватила Анкиру, важную военную базу в центральной Анатолии. Другая не менее важная военно-морская база на Родосе, возможно, была взята персами в 622 или 623 году, тем самым создав угрозу нападения на Константинополь с моря, хотя это событие трудно подтвердить. Ираклий настолько отчаялся победить врага, что намеревался переместить столицу в африканский Карфаген, и только патриарх Константинопольский Сергий I отговорил его от этой затеи. Районы коневодства, находившиеся в Анатолии, если и не были захвачены персидской армией, то, скорее всего, подвергались её набегам. Империя лишилась провинций, в которых были сконцентрированы основные людские и материальные ресурсы, и находилась на грани гибели.

## Ответ византийцев

### Реорганизация сил
Письмо Хосрова II, однако, не напугало Ираклия, а побудило его нанести персам ответный удар. Император провёл решительные преобразования в той части империи, которая по-прежнему оставалась ему подвластна, чтобы позволить византийцам начать борьбу с врагами. К тому времени балканские провинции опустошались аварами, в Испании вестготы захватывали византийские крепости, завоёванные Юстинианом I, а в Италии лангобарды не спеша прибирали к рукам города империи. В 615 году была отчеканена новая, более лёгкая (массой около 6,82 грамма) серебряная византийская монета с изображениями императора и его сына Константина Ираклия и надписью «Deus adiuta Romanis» (рус. Бог да поможет римлянам); Кеджи полагает, что это наглядно показывает отчаянное положение Византии в то время. Медный фоллис тоже потерял приблизительно 2—3 грамма (вес изменился с 11 до 8—9 грамм). Из-за потери многих областей катастрофически уменьшились доходы имперской казны; кроме того, в 619 году вспыхнула эпидемия чумы, уменьшившая население империи и увеличившая страх перед божественным возмездием. Только снижение качества чеканки позволило византийцам поддерживать расходы казны на прежнем уровне в условиях снижения доходов.
Ираклий повысил налоги, начал брать принудительные займы, вдвое сократил жалованье чиновников и стал взимать с них штрафы за взяточничество, чтобы финансировать контрнаступление. Византийское духовенство, осуждавшее императора за его кровосмесительный брак с племянницей Мартиной, тем не менее, решительно поддержало его, объявив, что сбор денег для борьбы с персидскими захватчиками — это обязанность всех христиан; более того, церковники отдали Ираклию много золотой и серебряной утвари. Из собора Святой Софии были изъяты почти все драгоценные вещи. Эта военная кампания рассматривалась некоторыми историками (начиная со средневекового хрониста Вильгельма Тирского) как первый «Крестовый поход» или, по крайней мере, как предпосылка Крестовых походов. Другие исследователи, например, Кеджи, не согласны с этим утверждением, поскольку религия была лишь одной из многих причин конфликта. Тысячи добровольцев были снаряжены и обучены на деньги церкви. Император решил лично возглавить византийскую армию. Таким образом, византийское войско теперь было пополнено, переукомплектовано, а также имело компетентного военачальника и полную казну.
Георгий Острогорский считал, что добровольцы были собраны путём разделения Анатолии на четыре фемы, где им давали неотъемлемое право на землю при условии наследственной военной службы. Однако современные учёные отвергли данную теорию, относя создание фем ко временам правления Константа II, преемника Ираклия.

### Контрнаступление
К 622 году Ираклий был готов перейти в контрнаступление. Для поднятия боевого духа армии Ираклий использовал идею, разработанную армянскими церковниками в годы восстания 450—451 годов. Он настаивал, что война является священной, а смерть в битве принесёт венец мученичества погибшему и награду попадания в рай. Он покинул Константинополь на следующий день после празднования Пасхи — в воскресенье 4 апреля 622 года. Его малолетний сын, Константин Ираклий, остался в столице в качестве регента, находящегося на попечении патриарха Константинопольского Сергия и патрикия Бона. Император переправил своё войско в гавань Пилы (местоположение этого пункта спорно, скорее всего, Пилы располагались в заливе Астакос близ Никомедии), где выстроил укреплённый лагерь и занялся обучением новобранцев. Почти весь год он провёл, подготавливая воинов к походу. Затем, чтобы создать угрозу вражескому войску в Анатолии и Сирии, Ираклий проплыл вдоль ионического побережья к Родосу, потом — на восток, в Киликию, и высадился неподалёку от Исса, где Александр Македонский победил персов в 333 году до нашей эры. Осенью Ираклий совершил переход в Каппадокию, угрожая персидским путям сообщения, тянувшимся в Анатолию из долины Евфрата. Шахрвараз был разбит в нескольких стычках, и это вынудило персидское войско отступить из Вифинии и Галатии в Восточную Анатолию, чтобы заблокировать византийцам дорогу на Персию.
Дальнейшие события достаточно трудно реконструировать. Известно точно, что Ираклий одержал решительную победу над Шахрваразом в 622 году в сражении при Иссе. Ключевым фактором стало то, что Ираклий обнаружил находившиеся в засаде персидские части, после чего предпринял ложное отступление. Персы оставили укрытие, чтобы преследовать византийцев, после чего элитные подразделения оптиматов напали на них и обратили в бегство. Таким образом император спас от захвата врагом Анатолию. Тем не менее, Ираклий был вынужден вернуться в Константинополь из-за нависшей над европейскими областями Византии угрозы вторжения аваров, оставив армию зимовать в Понте.

### Аварская угроза
Пока основное внимание византийцев было обращено на персидскую границу, союзные племена аваров и славян вторглись на Балканы, захватив несколько городов, а именно Сингидунум (ныне Белград), Виминациум (современный Костолац), Наиссос (современный Ниш) и Сердику (современную Софию), и полностью уничтожили Салону в 614 году. Однако многочисленные попытки славян и аваров взять Фессалоники, самый важный византийский город на Балканах после Константинополя, закончились неудачей — империя удержала стратегически важный опорный пункт в этом регионе. Другие небольшие города на адриатическом побережье, такие как Иадера (ныне Задар), Трагуриум (современный Трогир), Бутуа, Скодра и Лиссус (ныне Лежа), также сумели пережить нашествие. Исидор Севильский, однако, утверждает, что славяне полностью захватили Грецию. Кроме того, авары начали поход на Фракию, угрожая имперской торговле и сельскому хозяйству, и дошли до самых ворот Константинополя.
Из-за необходимости защиты от этих вторжений византийцы не могли позволить себе использовать все свои силы в войне против персов. Тогда Ираклий отправил послов в стан аварского кагана и предложил ему заключить мир с условием, что византийцы будут платить дань аварам в обмен на уход этого народа за Дунай. Каган пожелал встретиться с императором 5 июня 623 года во фракийском городе Гераклее, где стояла аварская армия; Ираклий согласился на эту встречу и отправился на переговоры в сопровождении всех своих придворных. Каган, однако, организовал засаду на пути к Гераклее, надеясь захватить императора в плен и потребовать за него выкуп. Ираклий, вовремя предупреждённый об этом, сумел бежать; авары преследовали его до самого Константинополя. Многие из тех, кто сопровождал императора, были схвачены и перебиты солдатами кагана; возможно, такая же участь постигла и 70 тысяч фракийских крестьян, желавших увидеть правителя. Несмотря на это предательство, в обмен на заключение мира Ираклий был вынужден выплатить аварам внушительную дань в размере двухсот тысяч солидов и дать в качестве заложников своего внебрачного сына Иоанна Аталариха, своего племянника Стефана и внебрачного сына патрикия Бона. Перемирие с каганом дало Византии возможность полностью сосредоточиться на обороне восточной границы, где шли бои с персами.

### Поход на Персию

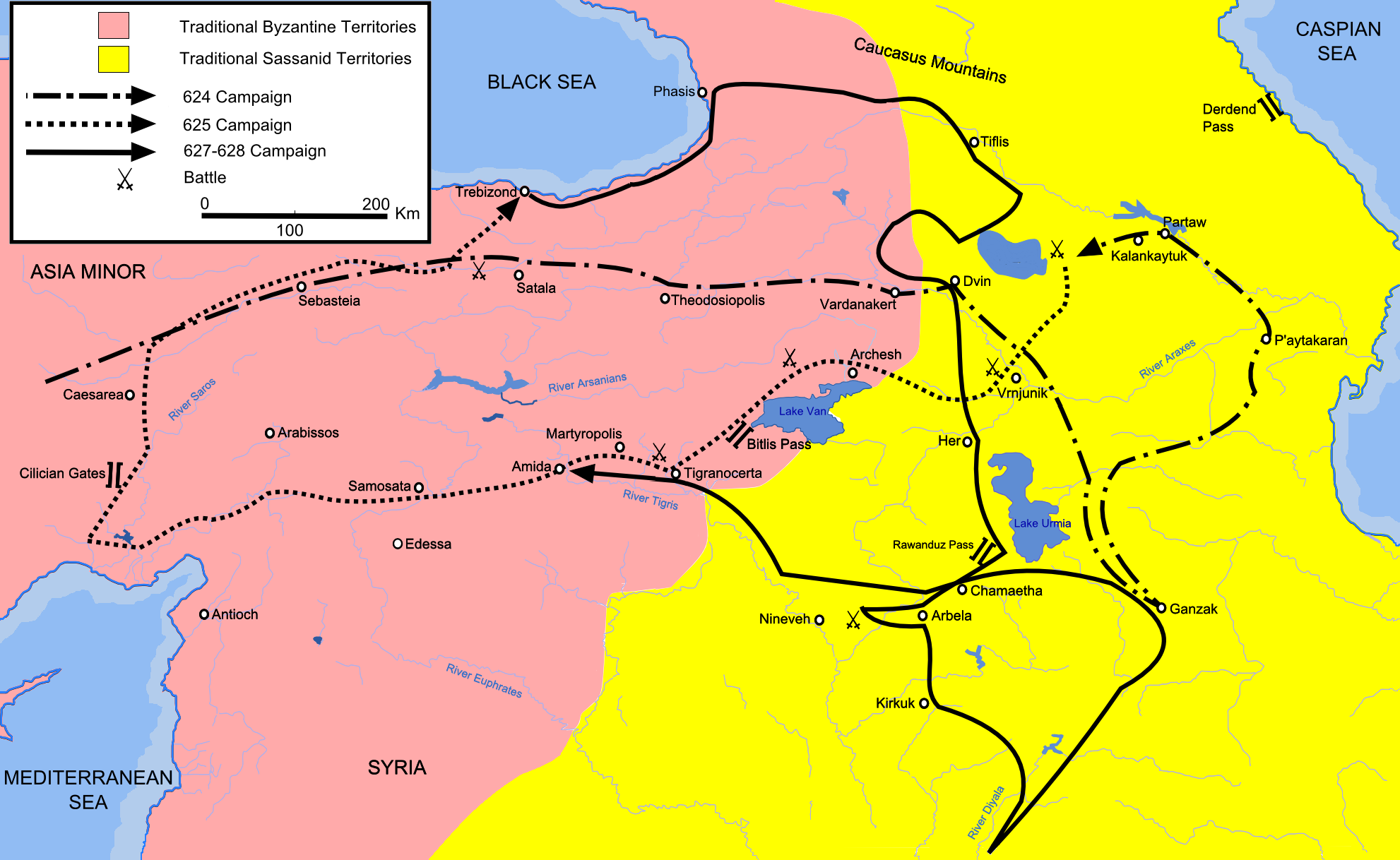
Карта кампании Ираклия в 624, 625 и 627—628 годах

Есть предположение, что в 624 году Ираклий предложил Хосрову заключить мир, угрожая в противном случае вторгнуться в Персию, но Хосров отклонил это предложение. Поэтому 25 марта 624 года Ираклий покинул Константинополь, чтобы напасть на центр персидской державы. Ради достижения этой цели он отказался от любых попыток защитить тыл и наладить коммуникации по морю. Византийская армия после зимовки двинулась через территорию Армении и Аррана, чтобы нанести удар в самый центр вражеских земель. Историк Уолтер Кеджи предполагает, что численность войска Ираклия не превышала сорока тысяч человек; вероятнее всего, она составляла от двадцати до двадцати четырёх тысяч солдат. До перехода на Кавказ император посетил Кесарию, пренебрегая посланием персидского царя.
Армяне выступали одним из ключевых игроков в войнах между римской и персидской империями. Следуя вдоль реки Аракс, византийцы подошли к столице Персидской Армении Двину, взяли и разрушили этот город, а затем двинулись дальше на юг. Вероятно, Двин был разорён из-за оказанного сопротивления. Кроме того, были разрушены Нахичевань и Урмия. Дойдя до атропатенского города Ганзака, имперская армия уничтожила как сам город, так и знаменитый храм огня Тахт-е Солейман — важное святилище зороастрийской Персии. Византийцы доходили даже до Гайшавана, резиденции Хосрова в Атропатене.
Затем Ираклий вернулся на зимовку в Кавказскую Албанию, где собирал силы для кампании следующего года. Хосров, разумеется, не желал давать врагу передышку и отправил против него три армии под командованием Шахрвараза, Шахина и Шахраплакана, чтобы попытаться заманить императора в ловушку и уничтожить его войска. Шахраплакан отвоевал персидскую территорию до Сюника в Армении с целью захвата важных перевалов; он же отбил у византийцев пятьдесят тысяч пленных иранцев. Шахрвараз был послан, чтобы блокировать отступление Ираклия через Кавказскую Иберию, а Шахин должен был перекрыть проход Битлис. Ираклий решил разбить каждую из трёх армий по отдельности, но сначала ему пришлось пресечь волнения среди своих союзников — лазов, иберов и абхазов.
Император отправил к Шахрваразу двух солдат, притворившихся дезертирами, с ложным сообщением, будто византийцы бежали, узнав о приближении Шахина. Поскольку между персидскими военачальниками было соперничество, Шахрвараз поспешил прибыть на место событий с войском, чтобы и ему досталась слава победителя. Он раскинул лагерь к северу от византийцев — в Каганкатуйке, в Гардмане; Шахин находился южнее, у Тигранакерта (Мартирополя) . Императорская армия оказалась в окружении. Тогда Ираклий напал на объединённое войско Шахина и Шахраплакана и разбил персов в сражении. Шахин потерял весь свой обоз; Шахраплакан, возможно, был убит (но, согласно некоторым источникам, он появлялся на исторической арене и позже). После этой победы император спешно переправился через Аракс и расположился лагерем на равнинах на противоположном берегу реки. Шахин и, вероятно, Шахраплакан с остатками своих войск присоединились к Шахрваразу, который устремился в погоню за Ираклием, но болота замедлили их продвижение. В Алиовите Шахрбараз разделил силы, послав приблизительно шесть тысяч человек вперёд, чтобы заманить в засаду Ираклия, а остальную армию расквартировал в Арчеше. Однако византийцы во время ночной атаки в феврале 625 года перебили засадный отряд персов, затем атаковали Арчеш с трёх сторон и подожгли город. Шахрбараз с трудом спасся, потеряв весь обоз, гарем и солдат.
Ираклий провёл остаток зимы на северном берегу озера Ван. В 625 году он предпринял попытку вернуться к Евфрату. В течение семи дней император обогнул гору Арарат и прошёл 300 километров вдоль реки Арацани, чтобы захватить Амиду и Мартирополь, важные крепости на верхнем Тигре. Затем он продолжил марш вдоль Евфрата, преследуемый Шахрваразом. Согласно арабским источникам, он был настигнут персами в верховьях реки Сатидамы, или Батман-су, и в начавшейся битве победил их; однако византийские источники об этом не упоминали. После этого некоторое время персы не нападали на войско Ираклия. В нескольких километрах от Аданы, у реки Сар, византийцы увидели вражескую армию, выстроившуюся на противоположном берегу. Неподалёку находился небольшой мост; уставшие от длительного перехода византийцы сразу же атаковали персов и попали в хорошо подготовленную Шахрваразом засаду. Иранский полководец изобразил отступление; тогда Ираклий вместе со своей гвардией ринулся в самую гущу схватки, не обращая внимания на град персидских стрел. Шахрвараз, восхищённый его отвагой, сказал греку-перебежчику: «Посмотри на своего императора! Он боится стрел и дротиков не более, чем наковальня!» Сражение на реке Сар завершилось победой византийцев и было воспето панегиристами. После сражения византийская армия отправилась на зимовку в Трапезунд.

## Кульминация войны

### Осада Константинополя

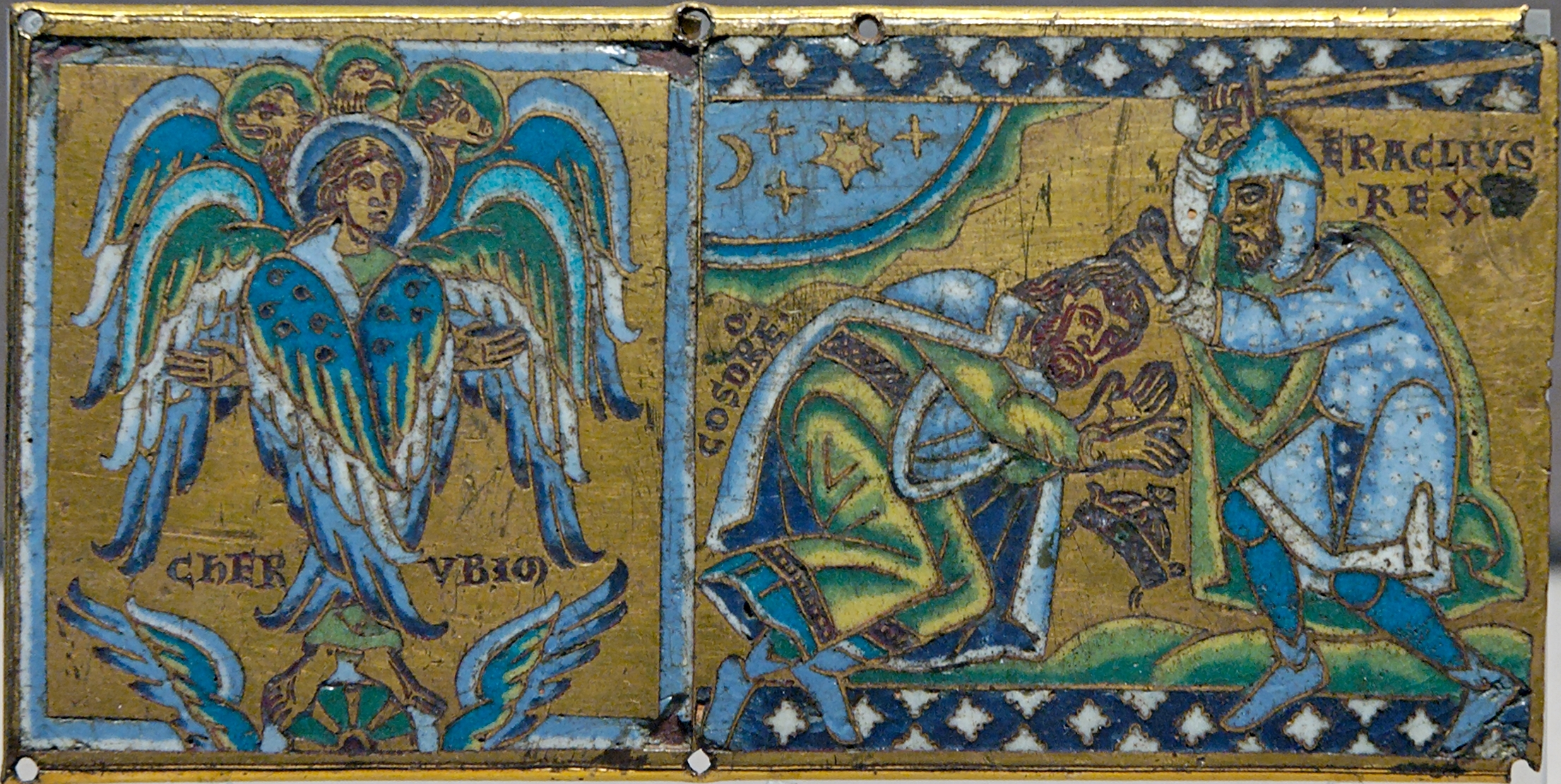
Ираклий и херувимы борются с Хосровом. Деталь обкладки драгоценного распятия из долины Мааса (1160—1170)

Хосров, видя, что для победы над византийцами ему необходимо начать решительное контрнаступление, собрал две новые армии, завербовав в солдаты всех боеспособных мужчин и даже прибегнув к найму иностранцев. Шахин с 50-тысячным войском остался в Месопотамии и Армении, чтобы предотвратить вторжение Ираклия в Персию; менее многочисленная армия под начальством Шахрвараза перешла через незащищённый византийцами участок фронта и направилась к Халкидону, персидской базе на Босфоре. Хосров согласовал свои действия с аварским каганом, чтобы начать совместное наступление на Константинополь из Европы и Азии. Персидская армия оставалась в Халкидоне, в то время как авары напали на византийскую столицу и разрушили акведук Валента. Поскольку византийский флот полностью контролировал Босфорский пролив, персы не могли послать войска на европейский берег для помощи своим союзникам. Это значительно снизило эффективность блокады, потому что персы были экспертами в области ведения осад. Кроме того, иранцы и авары испытывали трудности в сообщении через хорошо охраняемый Босфор, хотя, несомненно, они поддерживали между собой некоторую связь.
Обороной Константинополя командовали патриарх Сергий и патрикий Бон. Узнав о нападении персов и аваров, Ираклий разделил свою армию на три части; хотя он и решил, что столица находится в относительной безопасности, он всё равно отправил подкрепление в Константинополь, чтобы повысить боевой дух защитников. Другую часть войска под командованием своего брата Феодора император направил на корпус Шахина, а третью, самую небольшую, Ираклий оставил под своим предводительством, намереваясь вторгнуться в самое сердце Сасанидской державы.
29 июня 626 года начался совместный штурм стен Константинополя силами союзников. В тот момент в городе находились около двенадцати тысяч хорошо подготовленных византийских кавалеристов (предположительно спешенных), защищавших город от 80-тысячного войска аваров и славян. Несмотря на постоянные бомбардировки в течение месяца, боевой дух греков оставался высоким благодаря религиозному рвению патриарха Сергия и его шествиям вдоль городских стен с иконой Богородицы, убедившим византийцев, что город находится под божественной защитой.
7 августа персидская армия предприняла попытку переправиться на кораблях через Босфор, но была окружена и уничтожена византийским флотом. Славяне, действовавшие под началом аваров, попытались напасть на стены у побережья бухты Золотой Рог, используя для десантирования свои небольшие суда-однодревки (греч. моноксилы), а основные войска аварского кагана пошли на приступ со стороны суши. Тогда галеры под командованием патрикия Бона протаранили и уничтожили славянские лодки; аварское нападение с суши (6—7 августа) также окончилось неудачей. Получив известие, что брат Ираклия Феодор одержал решительную победу над Шахином (предположительно после этого Шахин умер, не выдержав сокрушительного поражения), авары в течение двух дней отступили вглубь Балканского полуострова и никогда больше серьёзно не угрожали Константинополю. Хотя армия Шахрвараза всё ещё стояла лагерем в Халкидоне, угроза столице миновала. В благодарность за снятие осады и покровительство Приснодевы Марии неизвестным автором (возможно, патриархом Сергием или Георгием Писидой) был написан знаменитый акафист Пресвятой Богородице .

### Византийско-тюркский союз
В то время как авары и славяне осаждали Константинополь, Ираклий заключил союз с Зиевилом, правившим народом, который византийские источники называют тюрками или хазарами. Скорее всего, хазары составляли основную часть войска, а «Зиевил» был каганом Западно-тюркского каганата Тун-Джабгу ханом, которого византийцы уговорили заключить мир в обмен на то, что порфирогенита Евдокия Епифания выйдет за него замуж. Ранее в 568 году тюрки под начальством ябгу Истеми-кагана наладили отношения с Византией, когда их отношения с Персией испортились из-за торговых разногласий. В 626 году тюрки, базировавшиеся на Кавказе, послали сорок тысяч солдат, чтобы разорить Персию, что ознаменовало начало третьей персо-тюркской войны. Под стенами Тифлиса они встретились с армией императора, подошедшей из Лазики. Объединённые войска начали осаждать Тифлис. Византийцы использовали требушеты, чтобы разрушить стены; это было первое применение греками таких осадных орудий. Тогда Хосров отправил тысячу всадников под началом Шахраплакана для укрепления города, но этот отряд потерпел поражение, вероятно, в конце 628 года. Зиевил скончался в конце того же года, тем самым избавив Епифанию от необходимости брака с варваром. Несмотря на то, что осада продолжалась, Ираклий также занимался укреплением базы на верхнем Тигре.

### Битва при Ниневии

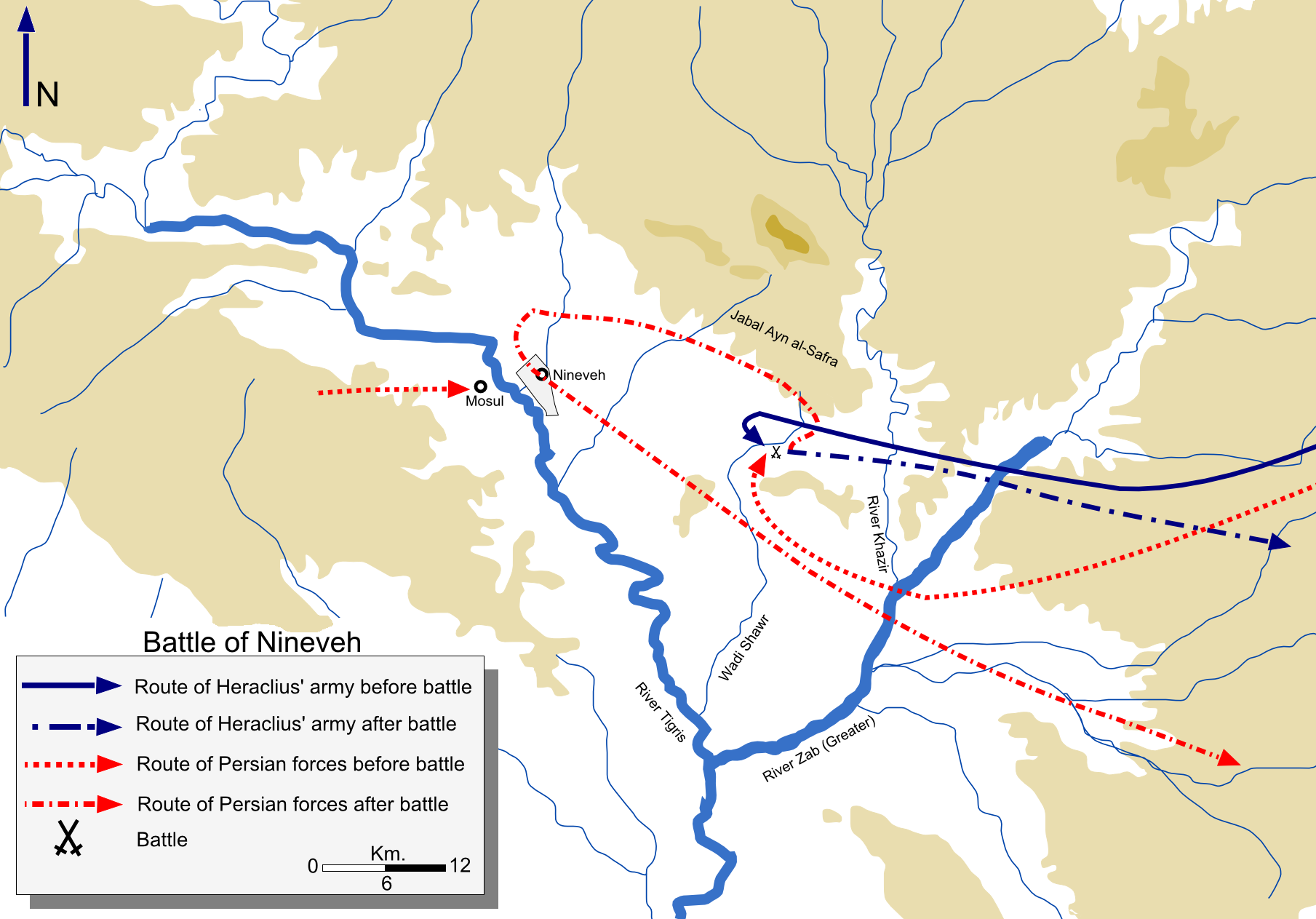
Манёвры во время битвы при Ниневии

В середине сентября 627 года, оставив Зиевила продолжать осаду Тифлиса, Ираклий отправился с армией на юг, к Двину и дальше, в исконные персидские земли. Эдвард Люттвак описывает отступление Ираклия в течение зим 624—626 годов и неожиданный поход в 627 году на Ктесифон как «большой риск относительно всего театра военных действий», потому что эти манёвры приучали персов к стратегически неэффективным набегам, которые заставили их отказаться от перебрасывания пограничных войск на защиту центральных областей. Византийская армия насчитывала от 25 до 50 тысяч человек, не считая подкрепления из 40 тысяч хазар, быстро покинувшего императора из-за незнакомых природных условий и постоянного преследования со стороны персов. Ираклий продвигался очень быстро, но был выслежен персидской армией под командованием армянина Рахзада, которая столкнулась с трудностями в снабжении — византийцы опустошили все окрестности, когда двигались на юг к Ассирии. После этого войска противников начали маневрировать; в конце концов Рахзад воспринял перемещения византийцев как отступление и начал преследование. В результате персидский полководец потерял время, тем самым позволив Ираклию обойти свою армию. Видя, что император идёт на Ктесифон, персы устремились в погоню и после трудного марш-броска всё же догнали греков у развалин древнего города Ниневии.
Ираклий решил дать персам бой прежде, чем к ним подойдёт подкрепление. Сражение у Ниневии проходило в сильном тумане, тем самым уменьшая персидское преимущество, состоявшее в наличии конных лучников. Ираклий изобразил отступление, выманив персов на равнины, и, к немалому их удивлению, быстро развернул свои войска в боевой порядок. После восьмичасовой битвы иранцы внезапно отступили к близлежащим предгорьям, однако не обратились в бегство. В ходе сражения приблизительно 6 тысяч персов были убиты. «Краткая история» патриарха Никифора сообщает, что Рахзад во время битвы бросил вызов самому Ираклию, а император принял вызов и убил Рахзада с первого удара; двое других противников напали на него и также оказались повержены. Сам Ираклий был ранен «копьем в губу». По рассказу Себеоса, после битвы император отпустил всех пленных.

### Конец войны

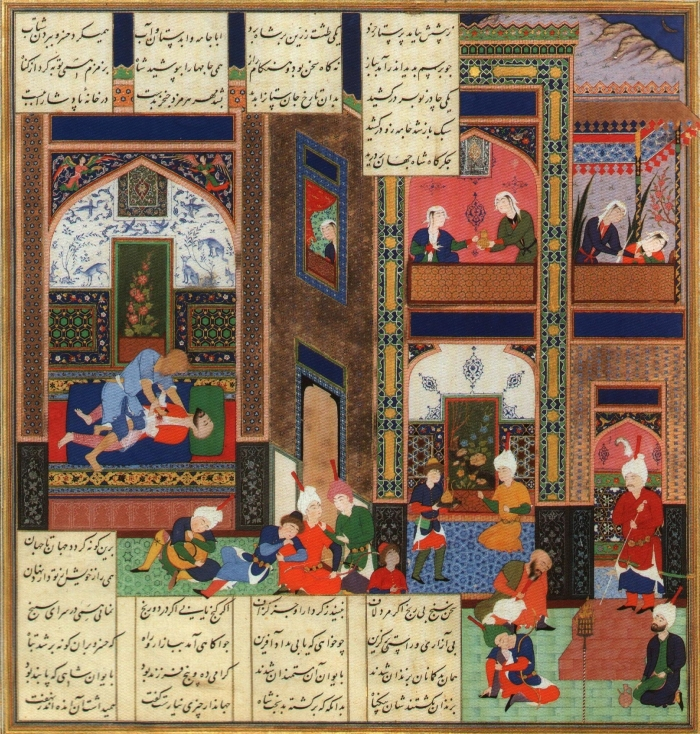
Убийство Хосрова II. Могольская картина

Уже ничто не могло воспрепятствовать продвижению Ираклия к Ктесифону. Шахрбараз со своими силами слишком медленно возвращался из Малой Азии; армии Шахина и Рахзада были разбиты и понесли серьёзные потери. Поэтому остатки армии погибшего Рахзада отошли к столице, чтобы защитить её от византийцев.
В январе 628 года Ираклий переправился через реку Торна и опустошил царские дворцы Беклал и Бебдах. Затем он разграбил резиденцию Хосрова II Парвиза — Дастагирд, где было найдено «триста римских знамён, взятых в различные времена, также запасы редких произведений, много алоя и большие деревья алойные в восемнадцать литров, много шёлку, перцу, полотна рубашечного сверх всякого числа, сахару, имбирю и много других вещей, нашли и серебро необделанное, одежды шёлковые, ковры для постелей и ковры цветные шитые, прекрасные и в великом множестве», но большая часть добычи была сожжена. Хосров уже бежал в горы Сузианы, чтобы попытаться собрать войска для защиты Ктесифона. Тогда император отослал персидскому царю следующее письмо:
Своим движением вперёд я стремлюсь к миру, ибо не по своей охоте предаю огню персидские селения, а вынуждаемый тобой. Прекратим военные действия и заключим мир.
Тем не менее, Ираклий не мог атаковать Ктесифон, так как мосты через канал Нахраван, располагавшийся в двадцати километрах от столицы, были разрушены, а на другом берегу стояла гвардия персидского царя. Обход канала или переправа через него представлялись чрезвычайно трудными манёврами. Поэтому император решил отступить на север, разоряя по дороге персидские селения. 11 марта 628 года византийцы вошли в Ганзак.
В это время персидская армия восстала и свергла Хосрова II, провозгласив царём его сына Кавада II, известного также под именем Шируйе. Хосрова бросили в темницу, где его пять дней морили голодом, после чего он был расстрелян лучниками. Новый правитель Кавад отправил к Ираклию посольство с просьбой о заключении мира. Император не стал выдвигать жёстких требований, зная, что его собственная империя также была близка к истощению. По условиям мирного договора восстанавливалась граница между двумя государствами по состоянию на 602 год, Византии были выданы все пленные, выплачена контрибуция, а главное — возвращён Животворящий Крест и другие реликвии, утраченные в Иерусалиме в 614 году. 8 апреля 628 года Ираклий выступил из Ганзака в Армению. Маршрут обратного пути императора из Армении в Византию точно неизвестен, поскольку источники практически не упоминают о нём. Однако известно, что из Армении Ираклий направился в Верхнюю Месопотамию, где в честь своего прибытия в Амиду заложил большой храм (это произошло зимой 628—629 годов).

## Последствия

### Краткосрочные последствия

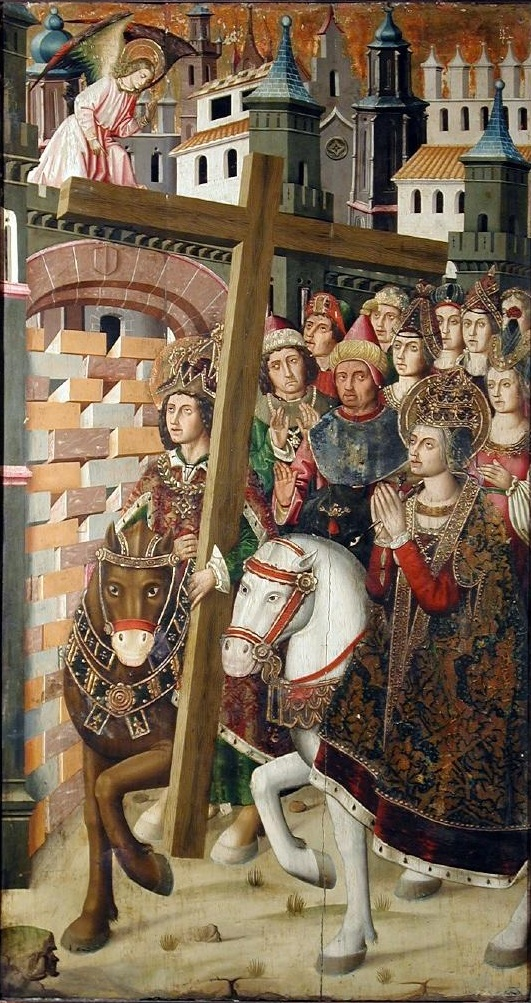
Ираклий и Животворящий Крест

После нескольких месяцев путешествия Ираклий с триумфом вступил в Константинополь. Он был встречен жителями города, своим сыном Константином Ираклием и патриархом Сергием, которые пали перед ним на колени от радости. Благодаря союзу с персами империи была возвращена Святая губка, прикреплённая к Животворящему Кресту во время пышной церемонии 14 сентября 629 года. В столице торжественный парад, устроенный по случаю возвращении Ираклия, направился к собору Святой Софии. Там Животворящий Крест был медленно воздвигнут над главным алтарём. Для многих это стало знаком того, что для Византийской империи наступил новый золотой век.
Победоносное завершение войны укрепило полководческий авторитет Ираклия. Он получил прозвище «нового Сципиона» за блестящие победы и за то, что он провёл византийскую армию по тем землям, в которые солдаты империи ещё никогда не вторгались. Триумфальный подъём Животворящего Креста в соборе Святой Софии стал кульминацией достижений императора. Если бы Ираклий скончался в 629 году, то, по словам Нормана Дэвиса, он вошёл бы в историю как «самый великий римский военачальник начиная с Юлия Цезаря». Однако он дожил до эпохи арабских завоеваний, проиграл ряд крупных сражений, безуспешно пытаясь сдержать натиск мусульман, и лишился славы успешного военачальника. Джон Норвич кратко охарактеризовал Ираклия как «жившего слишком долго».
Тем временем Сасаниды изо всех сил пытались создать стабильное и устойчивое правительство. Когда Кавад II скончался через несколько месяцев после вступления на престол, Персия оказалась на несколько лет ввергнута в гражданскую войну, вызванную династическими спорами. За небольшой период с 628 года до зимы 632—633 годов на персидском престоле сменились четыре правителя: Арташир III, воевавший с Византией полководец Фаррухан Шахрвараз, две царицы Борандохт и Азармедохт. Только когда Йездигерд III, внук Хосрова II, взошёл на трон в 632 году, установилась некоторая стабильность, но к тому времени было уже слишком поздно что-либо делать для спасения некогда могущественной Сасанидской державы, вскоре рухнувшей под ударами арабов-мусульман.

### Долгосрочные последствия

Византийская империя (обозначена тёмно-кирпичным цветом) в 650 году

Война 602—628 годов нанесла обеим империям большой ущерб из-за своей разорительности и непрерывности. Сасаниды были также ослаблены спадом экономической активности, тяжёлым налогообложением для финансирования кампаний Хосрова II, религиозными волнениями и ростом влияния провинциальных землевладельцев за счёт шаха. Согласно Говард-Джонстону, победы над персами и их политические последствия спасли главный оплот христианства на Ближнем Востоке и существенно ослабили зороастризм, однако в следующие два десятилетия они оказались омрачены военными достижениями арабов.
Тем не менее, византийские владения на Балканах сильно пострадали от нашествия славян, завоевавших значительную часть этой области. Кроме того, Анатолия была опустошена многочисленными персидскими набегами, а недавно возвращённые территории на Кавказе, в Сирии, Месопотамии, Палестине и Египте — ослаблены годами персидской оккупации. Из-за этого византийцы столкнулись с трудностями при оплате службы ветеранов войны с персами и при вербовке новых солдат. Клайв Фосс назвал эту войну «первым этапом процесса, который ознаменовал конец античности в Малой Азии».
Ни одна из двух сражавшихся империй не смогла восстановить былую мощь из-за последствий войны, так как в течение нескольких лет они были серьёзно потрясены натиском арабов, объединённых единой религией — исламом; это нашествие Говард-Джонстон сравнил с «человеческим цунами». По словам Джорджа Лиски, «излишне длительный византийско-персидский конфликт открыл путь исламу». Империя Сасанидов быстро потерпела поражение от арабов и была завоёвана ими. В результате арабо-византийских войн отбитые у персов восточные и южные области Византии были навсегда потеряны, и площадь империи сократилась до клочка, состоявшего из Анатолии, части Балкан, Италии и групп островов. Однако, в отличие от Персии, Византия в конечном итоге пережила арабские нападения, удержала остатки своих владений и отразила две арабские осады столицы в 674—678 и 717—718 годах. Византийская империя также потеряла территории на Крите и в южной Италии в более поздних конфликтах с арабами, хотя они были в конечном счёте возвращены.

## Состав войск и стратегия
Элиту персидской армии составляла саваранская конница. Скорее всего, главным оружием этих кавалеристов было длинное копьё, способное пронзить двух человек одновременно. Лошадей от вражеских стрел защищала пластинчатая броня.
Другим козырем персов были подразделения стрелков. Сасанидские лучники могли вести прицельную стрельбу с расстояния в 175 метров и убить точным выстрелом с расстояния 50—60 метров. Согласно «Стратегикону» (руководству по ведению войны) императора Маврикия, персы часто использовали лучников во время битв и поэтому избегали вступать в бой при погоде, препятствовавшей стрельбе из лука. Маврикий в своём руководстве также утверждает, что персы строились таким образом, чтобы силы центра и флангов были равны. Они также, по-видимому, избегали попадать под атаку римских копейщиков на пересечённой местности, так как лучники старались не вступать в рукопашную схватку. Таким образом, «Стратегикон» советовал сражаться с иранцами на ровной местности и быстро нападать во избежание больших потерь от стрельбы персидских лучников. Кроме того, персы считались мастерами осады и достигали серьёзных результатов при помощи искусного руководства и тщательного планирования.

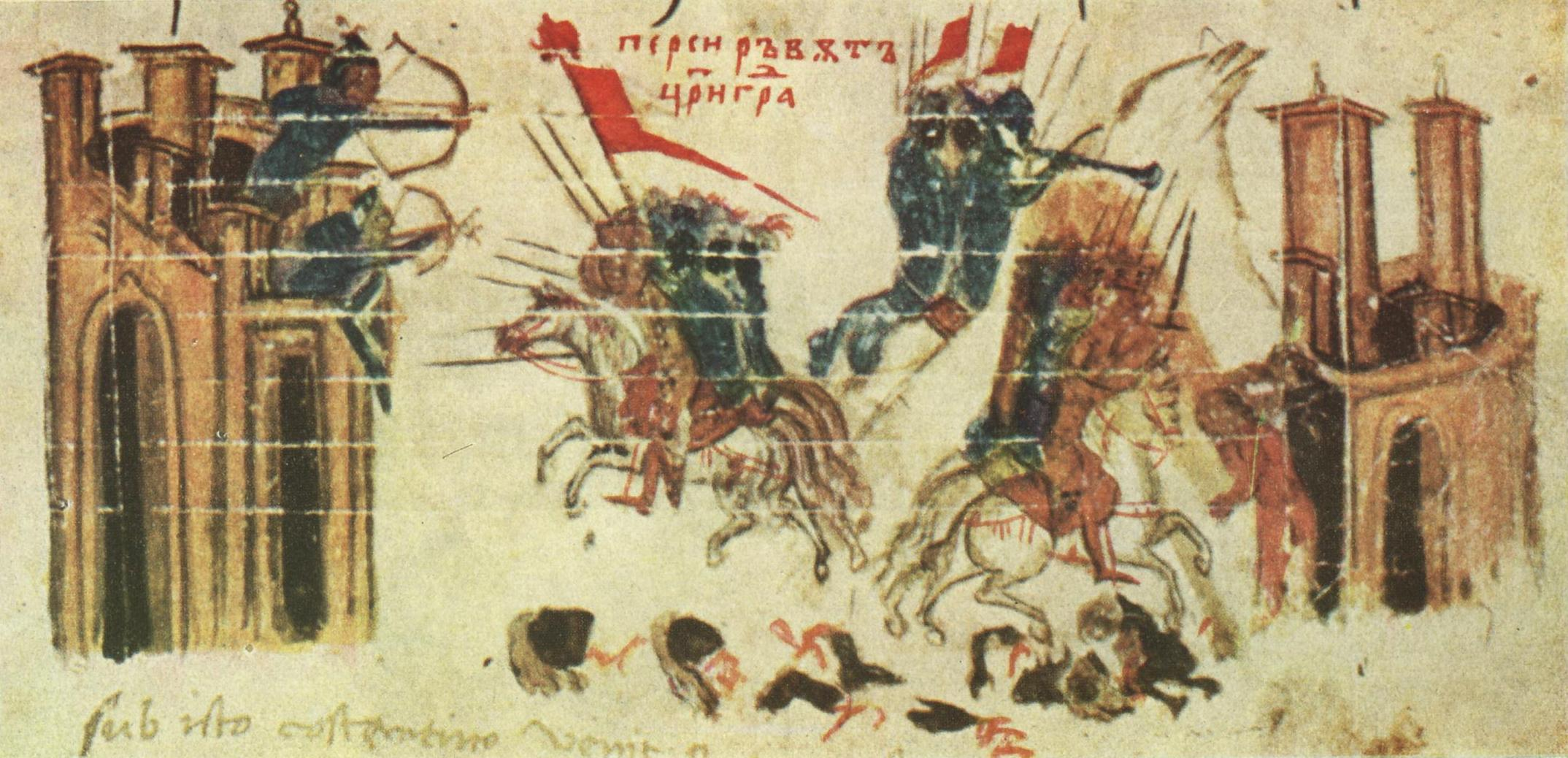
Изображение Ираклия, нападающего на персидскую крепость, и персов, атакующих Константинополь

Наиболее важной составляющей византийской армии была тяжёлая кавалерия — катафрактарии, ставшие символом Византии. Они носили кольчуги, вступали в бой верхом на бронированных лошадях и использовали копья в качестве основного оружия. Катафрактарии также были вооружены небольшим щитом, который крепился к руке, могли также использовать мечи, топоры или луки. Снаряжение тяжёлых византийских пехотинцев (скутатов) составляли большой овальный щит (скутум) и пластинчатый доспех. Скутаты использовали копья против вражеской кавалерии, чтобы убивать всадников, и топоры для нанесения ранений лошадям. Лёгкая византийская пехота (псилы) в первую очередь применяла луки и носила только кожаные доспехи. Византийская пехота играла ключевую роль в упрочнении линии фронта против вражеской кавалерии, а также служила для поддержки нападений кавалерии. По словам Ричарда А. Гэбриэла, тяжёлая пехота империи «объединила лучшие способности римского легиона со старой греческой фалангой».
Аварское войско состояло из тяжеловооружённых лучников и тяжёлой кавалерии, сражавшейся копьями. Авары были искусны в осадном деле и умели строить требушеты и осадные башни. Во время осады Константинополя они возвели защитные валы для предотвращения контратаки и использовали большие щиты, обтянутые шкурами животных, для защиты от лучников. Кроме того, как и многие кочевники, авары использовали для поддержки солдат из подчинённых народов, например, гепидов и славян. Но поскольку авары зависели от набегов на сельскую местность для фуражировки, они не могли долго осаждать города, особенно если учесть, что их союзники были менее мобильны.
По мнению Кеджи, византийцы имели почти навязчивое желание избежать изменения существенных элементов статус-кво. Они пробовали всеми дипломатическими средствами найти союзников и разделить врагов. Хотя они потерпели неудачу в попытке не допустить объединения аваров и персов, их связи со славянами, впоследствии ставшими сербами и хорватами, и долгие переговоры с тюрками привели к выступлениям славян против владычества аваров и союзу Империи с тюрками.
Логистика всегда представляла проблему для византийцев. В своей кампании на византийской территории, особенно в Анатолии, Ираклий, скорее всего, добывал провиант для своей армии путём изъятия его у местного населения. В ходе наступательных походов Ираклия на Персию суровые зимы каждый раз заставляли его отказываться от далёких переходов — отчасти потому, что и византийская, и персидская кавалерия нуждались в корме для лошадей, который хранился на зимних квартирах. Принуждать свои войска проводить кампании зимой Ираклий опасался, так как ближайший его предшественник Маврикий был свергнут именно из-за плохого обращения с армией в зимний период. Эдвард Люттвак полагает, что тюрки с их выносливыми лошадьми или пони, которые могли выжить в практически любой местности, играли важную роль в зимних кампаниях Ираклия в холмистой северо-западной Персии в 627 году. Во время кампаний на персидских землях византийцы добывали провиант путём грабежа. После победы при Ниневии и захвата царского дворца имперская армия не испытывала проблем со снабжением войск на чужой территории и в зимних условиях

## Исторические источники
Источники, в которых сообщается об этой войне, в основном византийского происхождения. Прежде всего среди современных событиям греческих текстов следует отметить Пасхальную хронику, созданную неизвестным автором около 630 года. Георгий Писида написал много стихов и других произведений, описывавших события войны. Феофилакт Симокатта известен как автор многих писем и «Истории», которая даёт представление о политических взглядах византийцев, однако она охватывает лишь период с 582 по 602 годы. От Феодора Синкелла сохранились некоторые речи, сочинённые во время осады Константинополя в 626 году и содержащие полезную для изучения некоторых событий информацию. До нас также дошли некоторые египетские папирусы того времени.
Персидские архивы были утрачены, таким образом, нет никаких персидских источников, современных этой войне. Негреческие современные войне источники включают «Хронику» Иоанна Никиусского, которая была написана на коптском языке, но сохранилась только в эфиопском переводе. Сохранились также некоторые сирийские хроники того периода, которые Доджеон, Грейтекс и Лью называют самыми важными из современных войне источников. Среди них стоит отметить «Хронику 724 года» Фомы Пресвитера, составленную в 640 году. «Хроника Гвиди», или «Хузистанская хроника», рассказывает о жизни несториан в Сасанидской державе.
Более поздние греческие источники включают «Хронику» Феофана Исповедника и «Краткую историю» патриарха Никифора I. Хроника Феофана очень полезна в воссоздании хода всей войны. Она также обычно дополняется ещё более поздними сирийскими источниками — такими как «Хроника 1234 года» и «Хроника Михаила Сирийца». Однако информация из всех этих трудов, за исключением «Краткой истории» Никифора и «Книги заглавий» христиано-арабского историка Агапия Манбиджского (Иерапольского), черпалась из общего источника, из сочинения историка VIII века Феофила Эдесского.
Из армянских источников известна «История императора Иракла» VII века, приписываемая Себеосу (есть разногласия по поводу авторства). Эта «История» — армянская компиляция различных документов, расположенных в грубом хронологическом порядке. Из-за этого война освещена неравномерно. Кроме того, этот труд был написан, по всей видимости, с целью соотнесения библейских пророчеств и событий, современных автору, но это лишь предположение. Автор труда «История дома Арцруни» Товма Арцруни, вероятно, использовал источники, аналогичные тем, какими пользовался Себеос. Другой армянский историк, Мовсес Каганкатваци, написавший в X веке «Историю страны Алуанк», обращался к неизвестным трудам, современным войне. Говард-Джонстон считает истории Мовсеса и Себеоса самыми важными из сохранившихся немусульманских источников.
«История» патриарха Александрийского Евтихия, написанная на арабском языке, содержит много ошибок, но этот труд всё равно можно использовать. В Коране также содержатся некоторые детали, относящиеся к конфликту, но их следует воспринимать только очень осторожно. Арабский историк IX века Ат-Табари, автор книги «Тарих ар-русуль ва-ль-мулюк» («История пророков и царей»), написанной по утерянным материалам, изложил в ней историю Сасанидской державы.
Византийское житие святых Феодора Сикеонского и Анастасия Персиянина достаточно полезно для изучения событий времён войны. «Житие Георгия Хозевита» даёт представление о панике во время осады Иерусалима. Однако есть некоторые подозрения, что тексты жития могли быть искажены исправлениями VIII или IX века. Нумизматика полезна для датировки некоторых событий. Сигиллография, или изучение печатей, также используется с этой целью. Искусство и археологические находки также могут служить основаниями для реконструкции хода войны. Эпиграфические источники или надписи имеют ограниченное применение. «Стратегикон» императора Маврикия, который Эдвард Люттвак назвал «самым полным византийским полевым руководством», содержит ценную информацию о военной мысли и обычаях того времени.